# Vue à travers trois des arches du nord-ouest du troisième étage du Colisée de Rome
Udsigt gennem tre af de nordvestlige buer i Colosseums tredje stokværk, que l'on pourrait traduire en français par Vue à travers trois des arches du nord-ouest du troisième étage du Colisée de Rome, est une peinture à l'huile du peintre danois Christoffer Wilhelm Eckersberg achevée en 1816 et aujourd'hui exposée au Statens Museum for Kunst de Copenhague.
La peinture, réalisée durant le séjour de trois ans à Rome du peintre danois, représente une vue de la ville telle qu'on peut l'observer du Colisée.